# Pristaspis truncata
Pristaspis truncata är en tvåvingeart som beskrevs av Mario Bezzi 1928. Pristaspis truncata ingår i släktet Pristaspis och familjen vapenflugor.
Artens utbredningsområde är Fiji. Inga underarter finns listade i Catalogue of Life.